# Záslužný řád Německého orla
Záslužný řád Německého orla (německy Verdienstorden vom Deutschen Adler, od roku 1943 německy Deutscher Adlerorden, zkratka DAO) bylo vyznamenání nacistického Německa určené především zahraničním diplomatům. Řád zřídil Adolf Hitler 1. května 1937, přestal být udělován po zhroucení nacistického režimu na konci druhé světové války.
Vyznamenání bylo určeno významným cizincům, zčásti diplomatům, u kterých se předpokládaly sympatie k nacismu. Jedním z nich byl například v červenci 1938 Henry Ford. Kromě cizinců obdrželi zvláštní verzi řádu (Sonderstufe) říšský protektor a říšský ministr zahraničí. Zvláštní verzi obdrželi Konstantin von Neurath, Joachim von Ribbentrop u příležitosti jmenování ministrem zahraničí v roce 1938 a v roce 1943 Dr. Wilhelm Frick poté, co se stal říšským protektorem.